# Eustrotia albifascia
Eustrotia albifascia är en fjärilsart som beskrevs av Walker 1865. Eustrotia albifascia ingår i släktet Eustrotia och familjen nattflyn. Inga underarter finns listade i Catalogue of Life.